# Kazakovo (raïon de Kargopol)
Kazakovo ou Bolchaïa Chalga est un village du raïon de Kargopol, oblast d'Arkhangelsk. Il fait partie du territoire municipal de peuplement de Pavlovskoa à l'est de la ville de Kargopol. Une église en bois de la Nativité-du-Christ est située dans ce village.

## Population
La population du village s'élevait à 391 habitants selon les données du recensement de 2010 en Russie.

## Curiosités
Le nom du village est selon le lexicographe Vladimir Dahl (1801-1872) Chalga ou Bolchaïa Chalga qui signifie grande forêt et aussi bûcheron. Il est connu pour son église en bois à chatior de la Nativité-du-Christ (1745). Bien que la forêt n'existe plus vraiment, l'église est éloignée de la route et est peu visible. À côté de cette église en bois qui est en cours de restauration se trouve une église en pierre de style classique à grande coupole qui est ouverte au culte orthodoxe, mais n'a pas de caractéristiques remarquables.

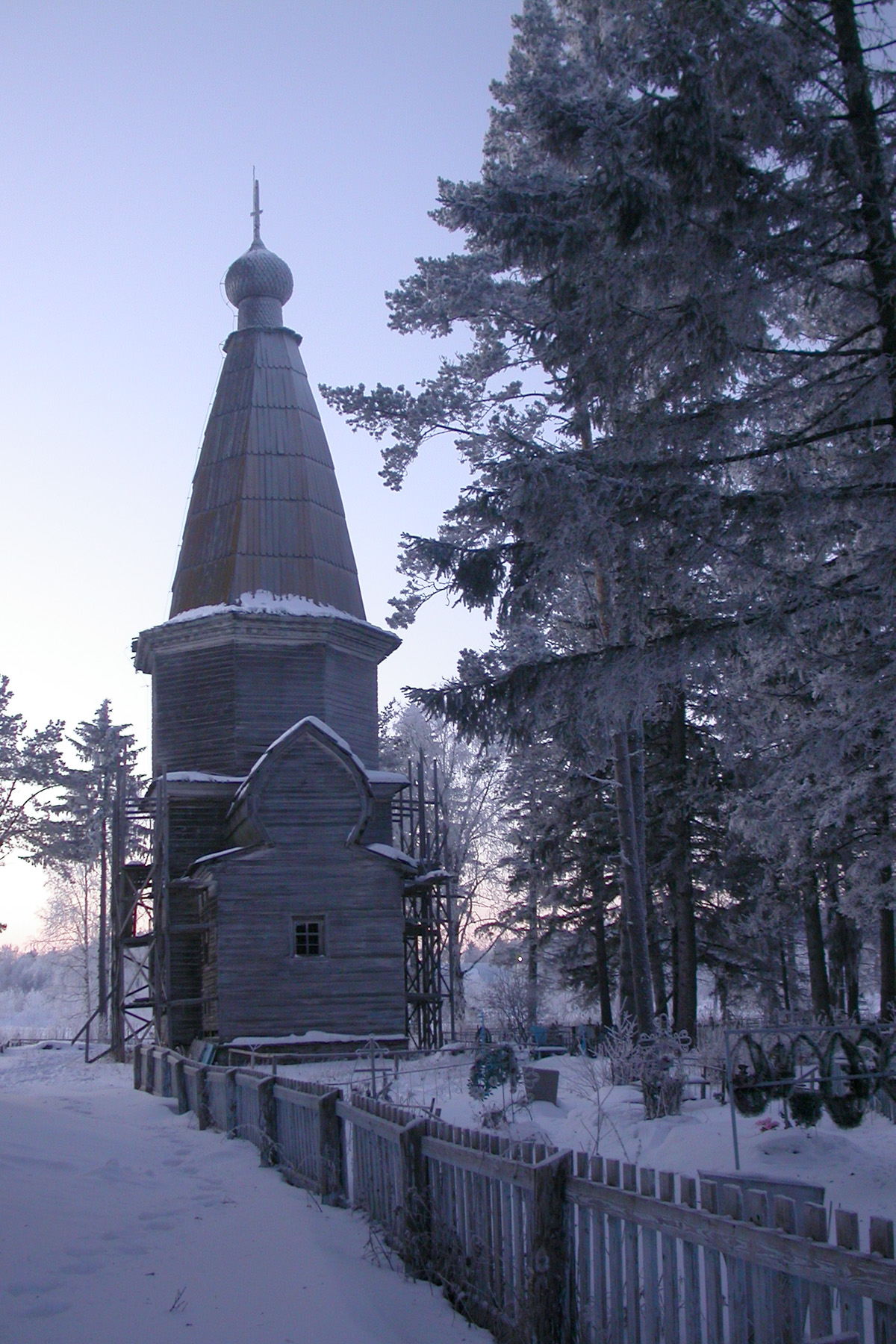
Église de la Nativité-du-Christ
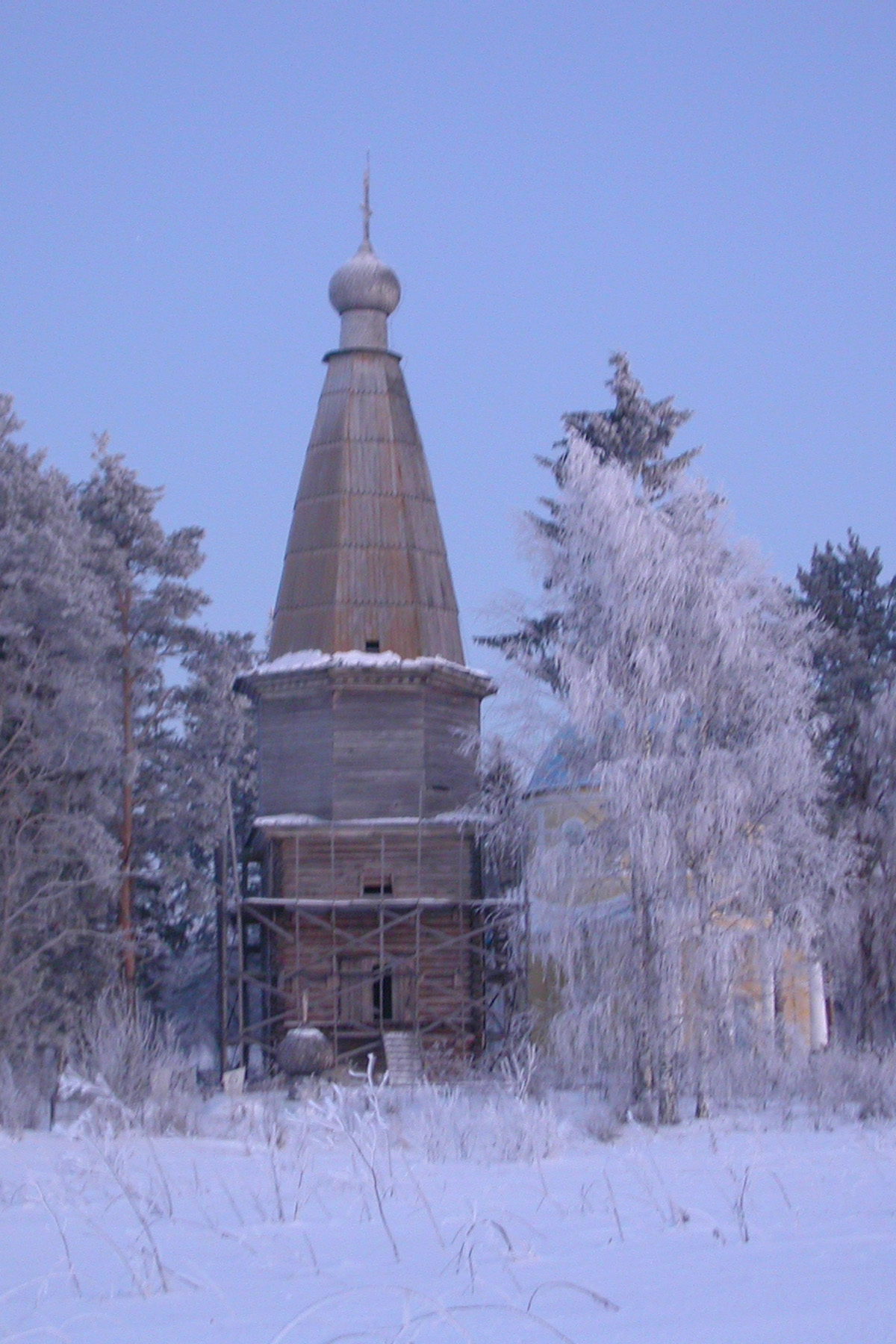
Église de la Nativité-du-Christ vue du côté ouest
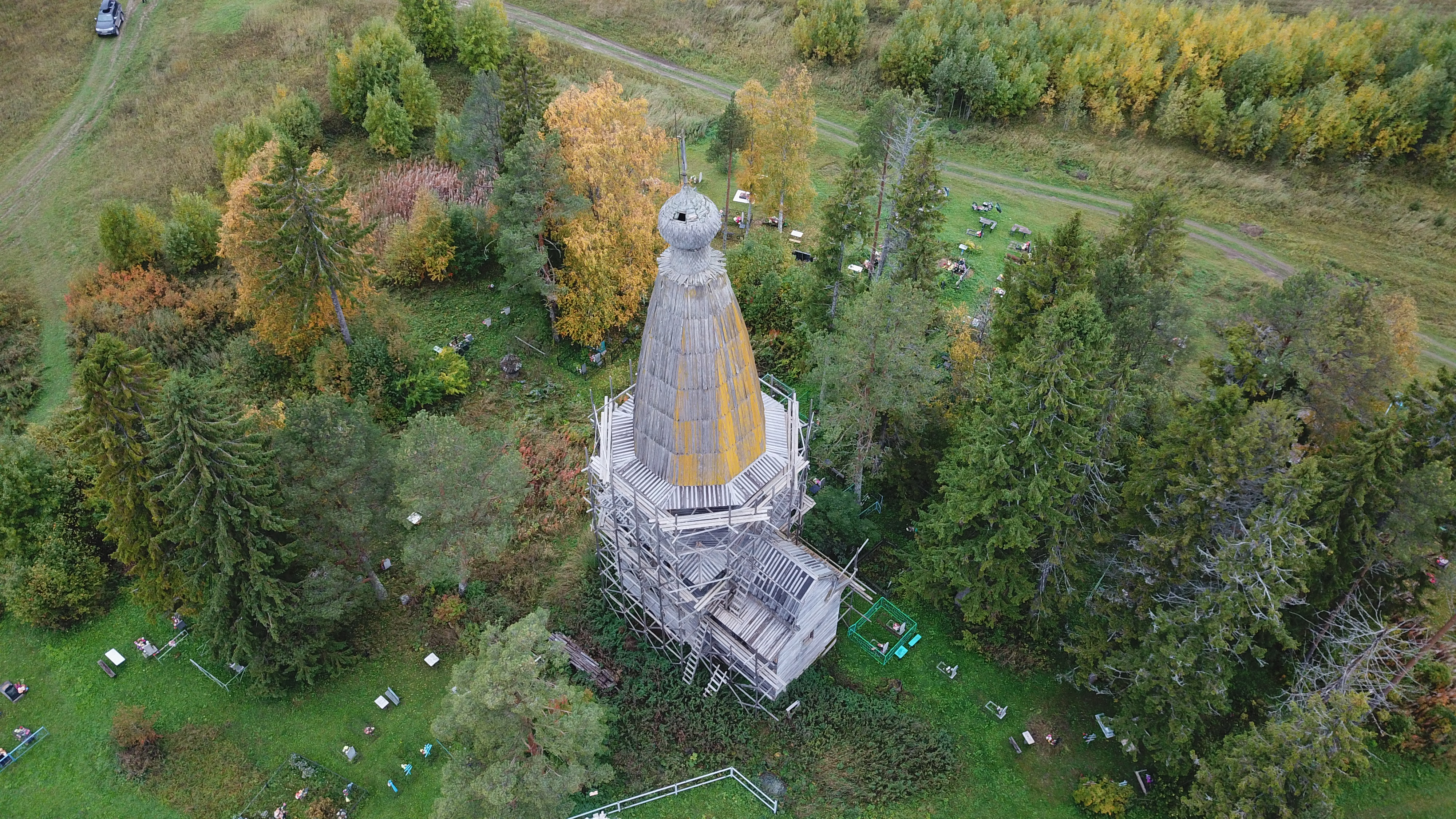
Élise de la Nativité-du-Christ 1745
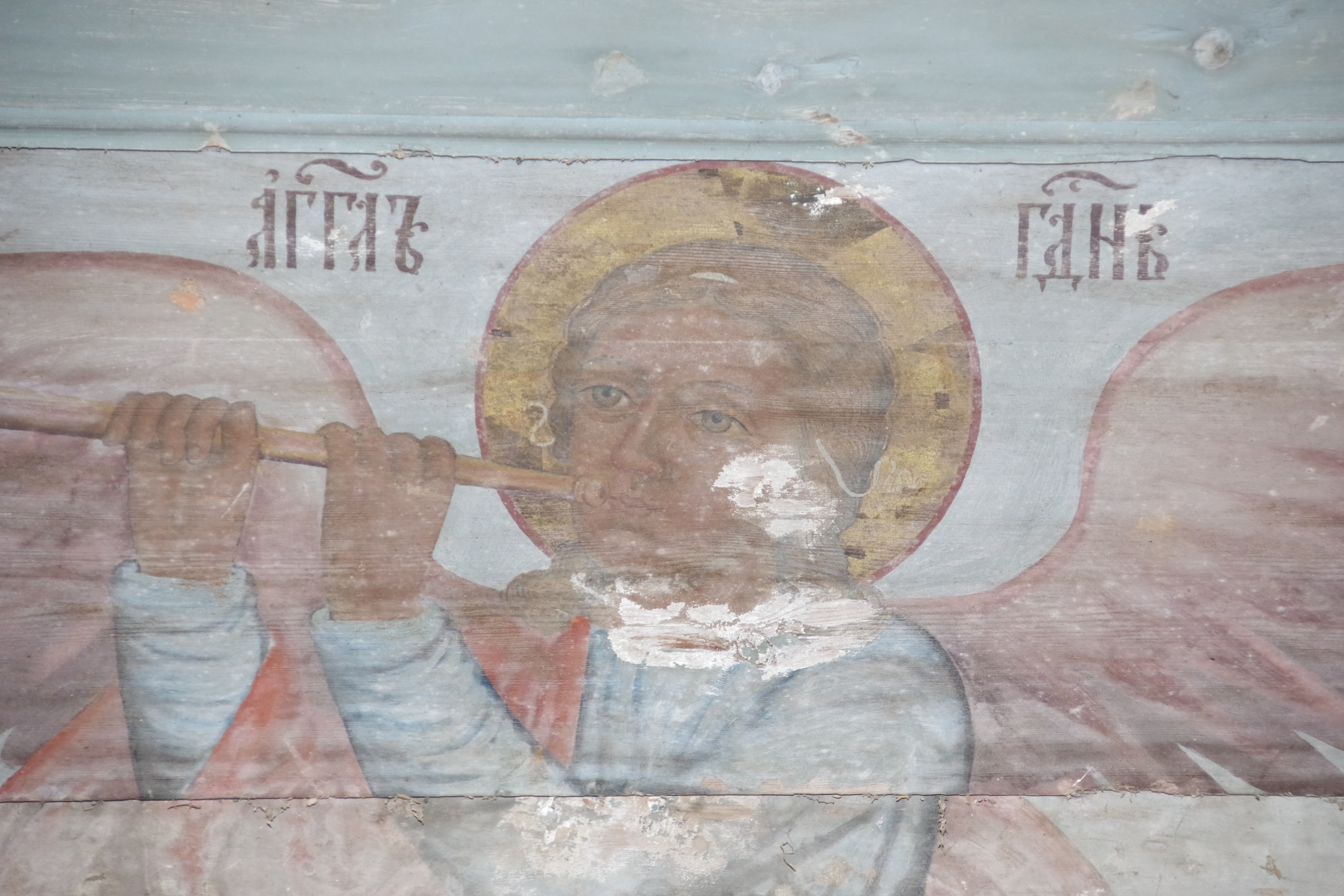
Église de la Nativité-du-Christ
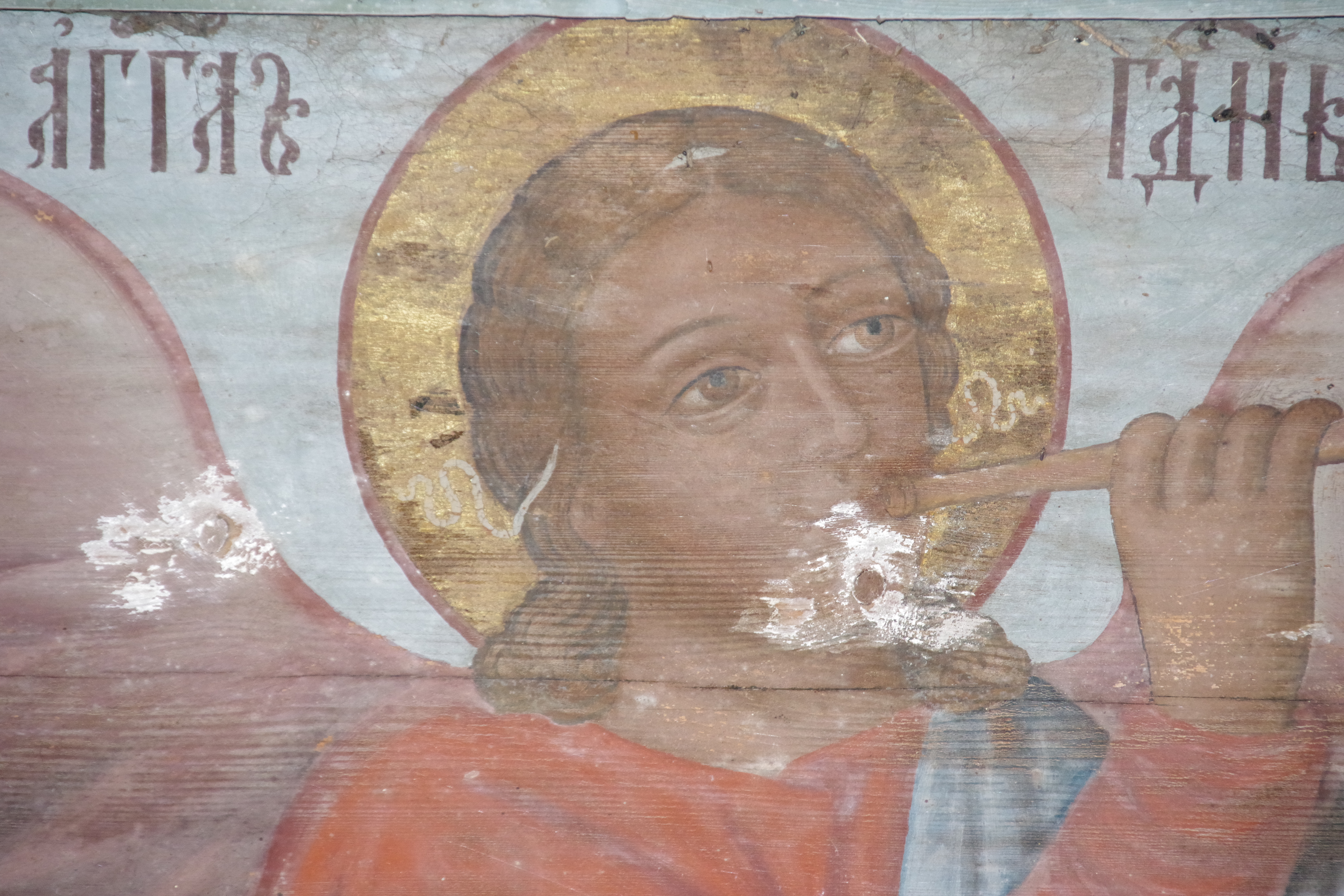
Église de la Nativité-du-Christ 1745
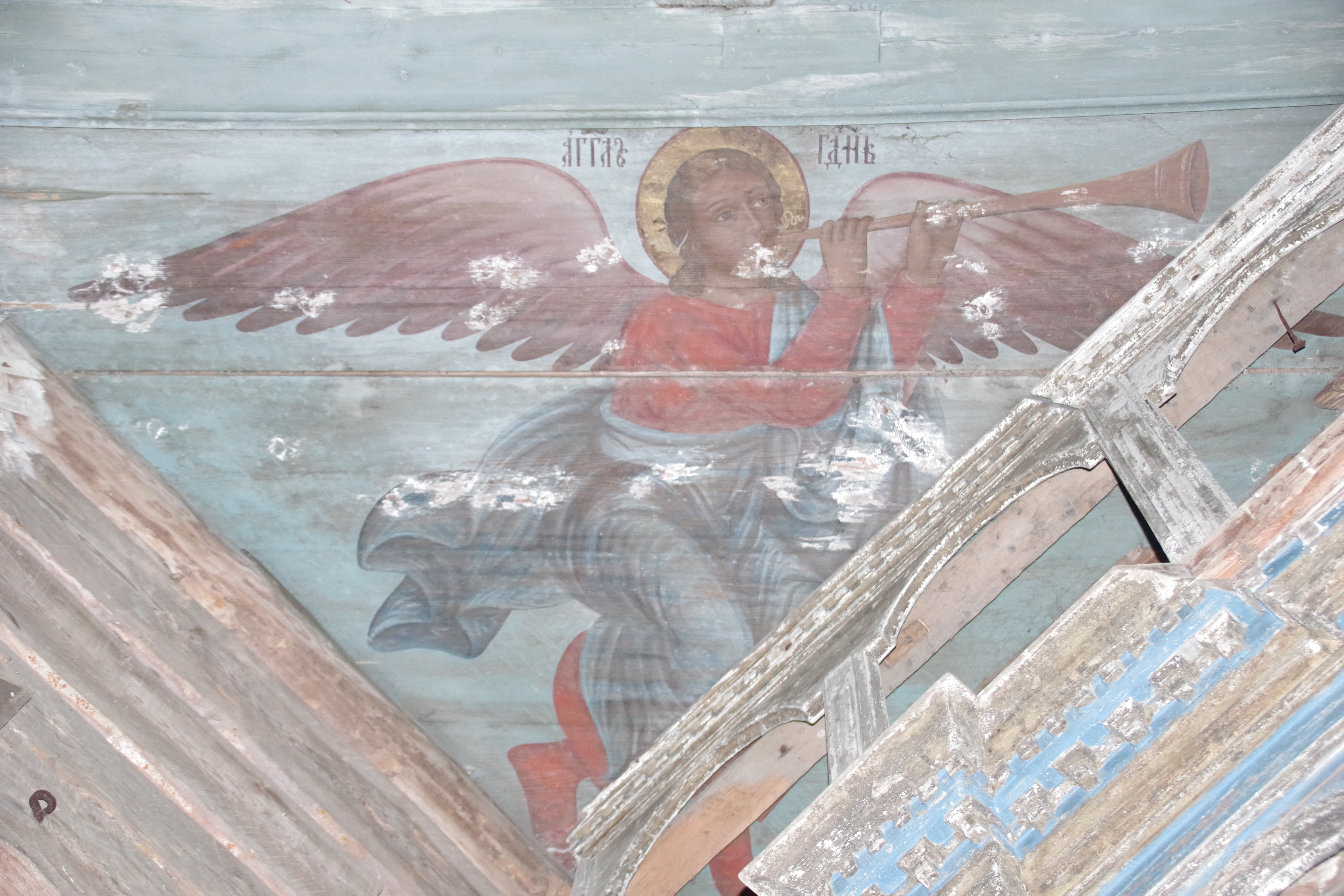
Église de la Nativité-du-Christ
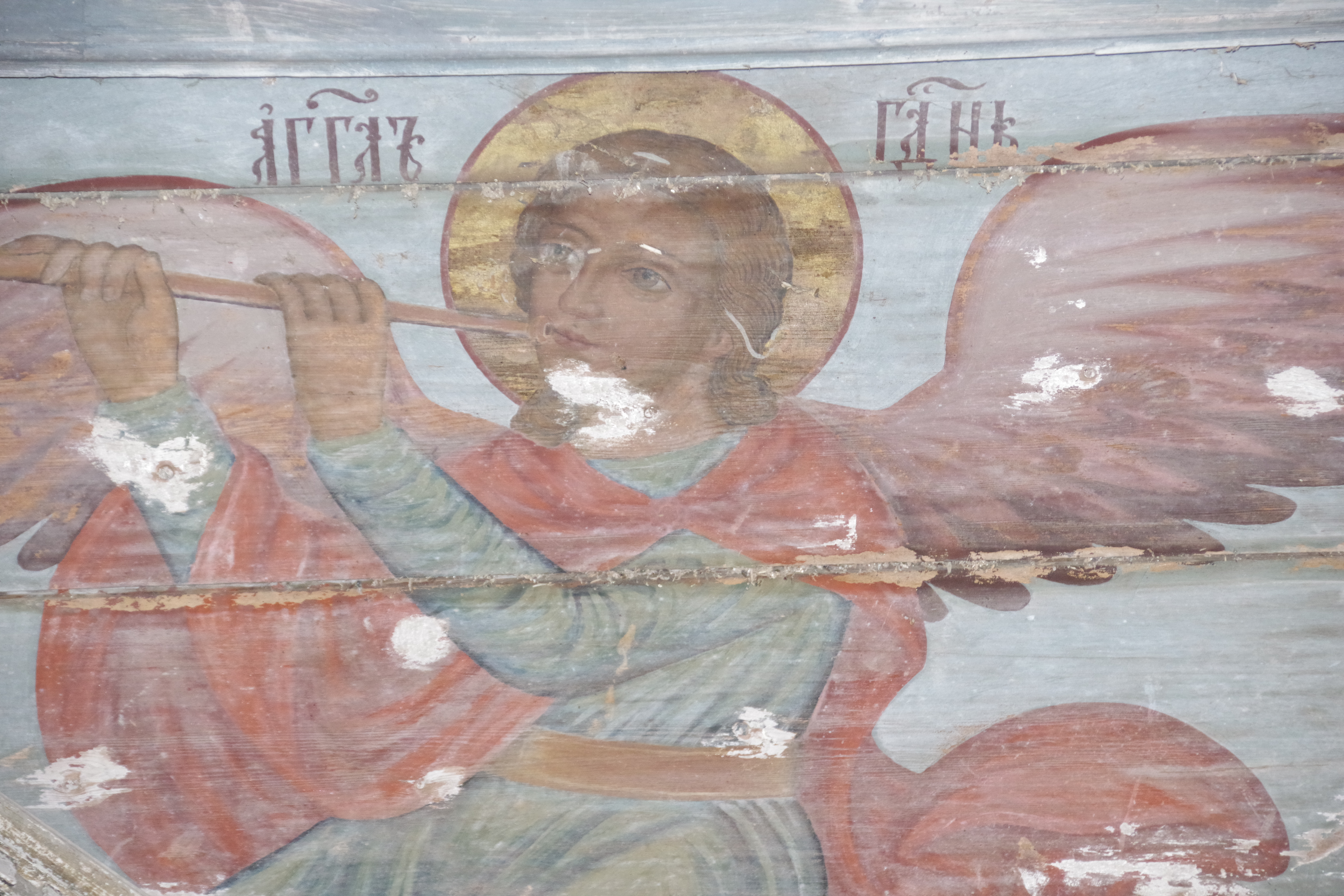
Élise de la Nativité-du-Christ  1745